# Richard Bargel
Richard Bargel (* 1951 in Frankfurt am Main) ist ein deutscher Sänger und Slidegitarrist, Komponist, Autor, Schauspieler, Sprecher und Fotograf.

## Leben
Bargel wuchs in Bonn-Bad Godesberg auf. Seit seinem 12. Lebensjahr spielt er Gitarre. In den 1960er Jahren trat er als Folksänger auf und war Mitglied der Kölner Künstlergruppe COOM, mit ersten Ausstellungen seiner Grafiken und Objekte. 1969 gründete er in Köln mit Klaus dem Geiger (Klaus von Wrochem) die Künstlerkommune „Tabernakel“, die ihren Lebensunterhalt mit Straßenmusik verdiente. Kurz darauf gründete Bargel sein eigenes Puppen- und Straßentheater, das „Lumpentheater“. 1970 begann er seine Karriere als professioneller Bluesmusiker. Es folgten erste Festivalauftritte (u. a. beim Interfolkfestival in Osnabrück) und Tourneen ins Ausland. Mitte der 70er reiste er öfter nach England und trat in London und Birmingham auf. In London spielte er zusammen mit John B. Spencer, D. P. Costello (später Elvis Costello), Wizz Jones, Jo Ann Kelly, u. a. im 100Club, Dingwalls und im Half Moon im Stadtteil Putney.
1976 ging er mit seiner „Rolling Blues Review“ auf Tournee. Gäste dabei waren u. a. Champion Jack Dupree und Eddie Boyd. Konzerte und Auftritte mit Memphis Slim, Cousin Joe und Sunnyland Slim folgten. 1978 zog er für mehrere Jahre nach Montpellier in Südfrankreich, wo er auch mit Sugar Blue, Memphis Slim (La Grande Motte) und Miriam Makeba (Jazzfestival Nîmes) konzertierte. 1984 kehrte er nach Köln zurück und tourte in den darauf folgenden Jahren zweimal mit dem „Country Blues Festival USA“ durch Europa, gemeinsam mit Musikern wie Guitar Slim, Doctor Ross, Bowling Green John, Phil Wiggins, Archie Edwards, Flora Molton und Charlie Musselwhite.
Seit 1987 wirkte er zwei Jahre lang bei Michael Schanzes Fernsehshow Telefant mit (und verlieh dem Telefanten seine Stimme). Außerdem war er als Musiker, Regieassistent und Bühnenbildner für die WWF-Fernsehproduktionen Sprungbrett tätig und ging mit der Sängerin Big Time Sarah auf Europa-Tournee.
1990 feierte er sein 20-jähriges Bühnenjubiläum mit einem Konzert in Köln mit Gästen wie Angela Brown, Louisiana Red, Little Willie Littlefield, Paul Lamb & The King Snakes. Später ging er mit der Louisiana-Blueslegende Tabby Thomas aus Baton Rouge auf Deutschlandtournee und machte Aufnahmen zusammen mit dem Saxophonisten Big Jay McNeely. 1992 wurde seine CD Fresh Tracks mit dem Preis der Deutschen Schallplattenkritik honoriert. An der Produktion hatten sich der texanische Bluespianist Little Willie Littlefield († 2013) und der amerikanische Mundharmonikaspieler Jack Goodfellow († 2014) beteiligt.

## Talkin’ Blues
1992 gründete er in Köln, zusammen mit dem Pianisten Christian Rannenberg, seine Blues Talkshow Talkin’ Blues (1992–2000) mit 291 Shows, in der renommierte internationale Bluesmusiker zu Gast waren, darunter Luther Allison, Johnny Copeland, Phil Upchurch, Charlie Musselwhite, Walter „Wolfman“ Washington u. v. a. Die Auftritte wurden teilweise vom Deutschlandfunk mitgeschnitten und gesendet. Hier etablierte Richard Bargel auch den ersten deutschen Blues Award, den „Talkin’ Blues Award“. Nach langjähriger Pause nahm Bargel seine Show im Jahre 2018 im Kölner Urania Theater wieder auf. Nach zwei Jahren wechselte er mit der Show in die Kölner Jazzhochburg „Altes Pfandhaus“, wo sie bis heute noch stattfindet.
1995 entwickelte er mit dem Schlagzeuger Klaus Mages (u. a. Trio Rio, Rainbirds) und Ernest Bornemann das Jazz-Projekt Go Blue, das vom WDR-Fernsehen für eine Sendung aufgezeichnet wurde und 1999 ein Album vorlegte.
2001 veröffentlichte Richard Bargel den Gedichtband Ein Werwolf hockt im Kreidekreis, heult leise blaue Lieder (Schardt Verlag/Oldenburg). 2003 erschien im Naumann Verlag ein Karikaturenband mit seinen Zeichnungen. 2005 erschien seine CD Mojo & the Wolf, mit der er zum zweiten Mal mit dem „Preis der deutschen Schallplattenkritik“ ausgezeichnet wurde. 2006 wurde seine Produktion Bones für den Preis nominiert.
2007 gründete er seine Konzertreihe Mississippi Beat im „Alten Pfandhaus“ in Köln, die er zusammen mit Charlie Musselwhite im Duo eröffnet. Das Konzert wurde vom Deutschlandfunk gesendet und ist mit einem Song auf Youtube vertreten. Das Video verzeichnet an die 3 Millionen Aufrufe.

## Schauspieler
Seit 2007 ist Richard Bargel als Schauspieler tätig und war in mehr als dreizehn Theaterproduktionen der freien Kölner Theaterszene zu sehen, u. a. Die Räuber (Schiller), Drei Schwestern (Tolstoi), Ein Sommernachtstraum (Shakespeare), Mutter Courage und ihre Kinder (Bertolt Brecht) und mehreren Kindertheaterproduktionen. In den Musical-Produktionen „Der Mann von La Mancha“ (2017) und „Das Sherlock Musical“ (2018–2020) spielte er die Hauptrollen Cervantes/Don Quichote und den Meisterdetektiv Sherlock Holmes. Mit der Kinderoper Hänsel & Gretel (Theater Die Baustelle/Köln) trat er 2011 in den USA in Washington u. a. im JJohn F. Kennedy Center for the Performing Arts auf.
2020 war er als Schauspieler in einer tragenden Rolle in dem Film Aquilegia zu sehen, der auf der kroatischen Gefängnisinsel Goli Otok gedreht wurde. 2022 spielte er den „Alten Fritz“, einen von zehn Häftlingen in dem Film Südwärts-Richtung Freiheit, eine Road-Trip-Komödie, die an mehreren Drehorten im Ruhrgebiet gedreht wurde. Für diesen Film trug er auch als Musiker und Komponist zur Filmmusik bei und schrieb dafür den Song Ten Sons Of A Gun.
2011 schrieb Richard Bargel die Filmmusik für den Dokumentarfilm Dad or a Life von Sandra van Slooten und Volker Maria Engel. 2011 wurde der Film auf dem „Internationalen Dokumentarfilm Festival Amsterdam“ in den Niederlanden präsentiert.

## Men in Blues
Bei einer Talkshow in der Bonner „Harmonie“ im Dezember 2008 traf er auf den früheren Gitarristen von BAP, Klaus Heuser. Die spontane Jam-Session der beiden Musiker war zugleich die Geburtsstunde des gemeinsamen Projekts Men in Blues. Am 12. Dezember 2009 fand das erste Konzert der beiden Musiker statt. Von 2010 bis Herbst 2012 folgten gemeinsame Tourneen und Konzerte, erst als Duo, dann mit ihrer Band, quer durch Deutschland. Daraus ging Bargels erstes Live-Album Richard Bargel LIVE mit Klaus „Major“ Heuser hervor, das wiederum für den Preis der deutschen Schallplattenkritik nominiert wurde. Am 3. Februar 2012 erschien die gemeinsame Studioproduktion Men in Blues. Ein Hörsturz Bargels im September 2012 beendete die Zusammenarbeit mit Klaus „Major“ Heuser.

## Dead Slow Stampede
2013 gründete Richard Bargel seine Band „Dead Slow Stampede“ und veröffentlichte 2014 das Album It’s Crap!, das erneut für den „Preis der deutschen Schallplattenkritik“ nominiert wurde und sogar auf die Nominierungsliste für den Jahrespreis gelangte. An dem Album wirkten u. a. Grammy-Gewinner und Mundharmonikaspieler Charlie Musselwhite und der Multiinstrumentalist Freddy Koella (Bob Dylan, Willy DeVille) mit.
Im Herbst 2014 gründete Richard Bargel mit seinem Gitarristen Fabio Nettekoven das Duo „Family Business“. Die enge Zusammenarbeit mit dem vierzig Jahre jüngeren Multi-Instrumentalisten gipfelte 2022 in dem Band-Album „Dead Slow Stampede“, welches von Fabio Nettekoven produziert, von seiner Partnerin Nora C. Van Rijn illustriert und gestaltet und auf deren neu gegründeten Label Clementine Music am 9. Dezember 2022 als CD- und Vinylschallplatte veröffentlicht wurde. Bedingt durch die Corona-Pandemie fanden Bargels 50-jähriges Bühnenjubiläum und das Release-Konzert des Albums zwei Jahre später, am 4. Februar 2023 im Comedia Theater in Köln statt.
2023 wurde das Album mit dem Preis der Deutschen Schallplattenkritik ausgezeichnet.
Aktuell besteht Bargels Band „Dead Slow Stampede“ aus den beiden niederländischen Musikern Geert Roelofs (Drums und Percussion), Jo Didderen (Kontrabass und E-Bass) und Fabio Nettekoven (Gitarre, Mandoline, Pedal-Steel-Gitarre, Mellotron u. v. m.).

## Photographie
Seit 2020 betätigt sich Richard Bargel auch als Fotograf. Entstanden sind bisher Fotoserien mit Schwarz-Weiss Fotografien über die Kölner Südstadt in Zeiten der COVID-19-Pandemie, über den Kölner Großmarkt und eine Farbbild-Serie über den Kölner Volksgarten. 2023 veröffentlichte Richard Bargel seinem Bildband „1111 Augenblicke – Pandämonische Szenenbilder aus Köln“.

## Diskographische Hinweise
- Blue Steel (1977, Ornament Records)
- Babe (1988, Neus Records)
- Fresh Tracks (1992, mit Little Willie Littlefield und Jack Goodfellow), Preis der deutschen Schallplattenkritik
- Mojo & the Wolf (2005, BlusicaRecords), Preis der deutschen Schallplattenkritik
- Bones (2006, Meyer Records)
- Richard Bargel Live w/ Klaus ‘Major’ Heuser & Band (2010, Meyer Records) (Kölner Theater der Keller)
- Richard Bargel / Klaus Major Heuser: Men in Blues (2012, The Record Company)
- Richard Bargel & Dead Slow Stampede: It’s Crap! (2014, Meyer Records) (mit Charlie Musselwhite und Freddy Koella)
- Charlie Musselwhite with Richard Bargel: Live! (10″-EP) (2015, Meyer Records)
- Richard Bargel – Nils de Caster – Roland van Campenhout: Just Another Place in the Universe (2015, Meyer Records)
- Richard Bargel – Dead Slow Stampede (2022, Clementine Music)

## Gastauftritte und Compilations
- Straßenmusik in Köln (1972, Buch mit 2 Vinyl-Singles / Feed Back Studio / Verlag Buchhandlung König)
- Interfolk Collection (LP 1973, 12. Internationales Folkfestival Osnabrück)
- The Ultimate Blues Collection Vol. 1 (1992, CMA-Records / 2 CD-Box)
- People Will Be People (1995, Big J. Records USA)
- A Touch of Flamenco – Klaus Mages (1997 Westpark Records)
- Cool Blue – Christian Rannenberg (2000, Acoustic Music Records)
- The Blues News Collection Vol. 4 (2005, Stumble Records)
- Meyer Records Vol. 1 (2006, Meyer Records)
- Meyer Records Vol. 2 (2008, Meyer Records)
- United Blues Experience – The Cologne Concert (2009, Clearaudio Records)
- Meyer Records Vol. 4 (2014, Meyer Records)

## Auszeichnungen
- 1992 – Preis der Deutschen Schallplattenkritik für das Album Fresh Tracks
- 2005 – Preis der Deutschen Schallplattenkritik für das Album Mojo & the Wolf
- 2010 – Nominierung Vierteljahrespreis der Deutschen Schallplattenkritik für das Album Richard Bargel LIVE
- 2014 – Nominierung Jahrespreis der Deutschen Schallplattenkritik für das Album It’s Crap
- 2023 – Preis der Deutschen Schallplattenkritik für das Album „Dead Slow Stampede“